# Élections sénatoriales de 1885 en Guadeloupe
Les élections sénatoriales en Guadeloupe ont eu lieu le dimanche 1er mars 1885.
Elles ont eu pour but d'élire le sénateur représentant le département au Sénat pour un mandat de neuf années.

## Contexte départemental
Par rapport à 1876, la répartition des grands électeurs tient compte des différences de populations des communes, leur nombre passant de 58 à 284.

## Présentation des candidats et des suppléants
Le nouveau représentant est élu pour un mandat de 9 ans au suffrage universel indirect par les 284 grands électeurs du département, au scrutin majoritaire à deux tours.
| Candidats | Candidats        | Parti   | Principale fonction                             |
| --------- | ---------------- | ------- | ----------------------------------------------- |
|           | Alexandre Isaac  | Radical | Directeur de l'Intérieur en Guadeloupe, avocat. |
|           | Célestin Nicolas |         | Maire de Pointe-à-Pitre, commerçant.            |

## Résultats
|          | Alexandre Isaac             | Radical     | 233 | 85,66  |  |  |
|          | Célestin Nicolas            |             | 36  | 13,24  |  |  |
|          | Germain Casse               | UR          | 1   | 0,37   |  |  |
|          | Mr Darrigrand               |             | 1   | 0,37   |  |  |
|          | Charles-André de La Jaille* | Légitimiste | 1   | 0,37   |  |  |
|          |                             |             |     |        |  |  |
| Inscrits | Inscrits                    | Inscrits    | 284 | 100,00 |  |  |
| Votants  | Votants                     | Votants     | 275 | 96,83  |  |  |
| Exprimés | Exprimés                    | Exprimés    | 272 | 98,91  |  |  |